# ソユーズ22号
ソユーズ22号(Soyuz 22、ロシア語: Союз 22)は、1976年に行われたソビエト連邦の有人宇宙飛行である。地球科学のために行われたミッションであるが、ノルウェー近郊で行われていた北大西洋条約機構の演習を観測する目的もあったと考えられている。
使われた機体は、前年にアポロ・ソユーズテスト計画のミッションのバックアップであったものを改修したものである。
乗組員のヴァレリー・ブィコフスキーとウラジーミル・アクショーノフは、軌道上で1週間を過ごし、特別に作られたカメラで地球の表面を撮影した。

## 乗組員
- 船長 - ヴァレリー・ブィコフスキー(2)
- フライトエンジニア - ウラジーミル・アクショーノフ(1)

### バックアップ
- 船長 - ユーリイ・マリシェフ
- フライトエンジニア - ゲンナジー・ストレカロフ

### リザーブ
- 船長 - レオニード・ポポフ
- フライトエンジニア - ボリス・アンドレーエフ

## ミッションハイライト
ソユーズ22号は、1976年9月15日に、ボスホート計画以来使われていなかった非常に高い軌道傾斜角64.75°の軌道に打ち上げられた。軌道上のサリュート5号は、通常の51.8°の軌道傾斜角であり、このミッションは、宇宙ステーションからでは良く見えない、北緯51°のノルウェー近郊で行われていたNATOの軍事演習を観測することが目的であったと考えられた。しかし、このミッションで用いられたカール・ツァイス社のMKF-6マルチスペクトルカメラは6枚の写真を同時に撮ることができ、偵察は目的の一部ではあっても主目的ではないと考える者もいる。ソユーズ22号の軌道傾斜角は、特にかつての東ドイツで地表のカバーが最大となった。打上げから24時間で軌道の変化が2回あった。1回目は4周目に280km×250kmに軌道を変更し、2回目は16周目に257km×251kmに軌道を変更した。
このミッションの名目上の目的は、「技術の確認と改良、ソビエト連邦及びドイツ民主共和国のための国家利益の観点からの地球表面の地形の研究」であった。
機体は、アポロ・ソユーズテスト計画のバックアップ船を改修したものであった。アポロ・ソユーズテスト計画のドッキング機構は、東ドイツが設置したカール・ツァイスのマルチスペクトルカメラに置き換えられた。1人の宇宙飛行士が軌道モジュールからカメラを操作し、2人目が降下モジュールの向きを変えた。カメラには可視光4つと赤外線2つの6つのレンズが付いており、事前に選択された165km幅の地球の表面を撮影した。これにより、10分間に50万km2以上の範囲が撮影された。
このカメラによる最初の試験撮影では、建設中だったバイカル・アムール鉄道が撮影された。ミッション3日目の朝には、シベリアとオホーツク海が撮影された。
ミッション4日目には、地球の大気を調査するため、月の出と月の入りが撮影された。これにより、宇宙船の窓がどれほど綺麗かも分かった。地層と農業の影響を調べるために、中央アジア、カザフスタン、シベリアも撮影された。
ミッション5日目には、アゼルバイジャン、ウラル山脈南部、そして再びバイカル・アムール鉄道とシベリア西部が撮影された。同時に、画像を比較するために飛行機に乗せられた2つめのカメラでも同じ領域が撮影された。
ミッション6日目には、シベリア、ソビエト連邦北部、ソビエト連邦のヨーロッパ部分が撮影された。タス通信によると、この領域は、これまで宇宙から写真撮影されたことはなかった。
最終日には、東ドイツが撮影された。ソユーズ22号に積まれたものと同じカメラがAn-30に乗せられ、同じ領域を撮影した。ミッション前半で撮影されたものと比較するため中央アジア、カザフスタン、シベリア東部、ソビエト連邦南西部も再び撮影された。
乗組員はいくつかの生物学実験も行った。彼らは軌道モジュールに小さな遠心力をかけ、人工重力の下で植物がどのように育つかを観測した。また、ヒトの視覚に与える宇宙線の影響についても調査された。この効果は、アポロ計画の乗組員が、目をつぶった時に明るい閃光が見えると初めて報告したものである。これは、宇宙線が目を通過することによる。ソユーズ22号は、魚の行動を観測するために小さな水槽も積んでいた。
ミッションの終わりに、乗組員は地球に持ち帰るフィルムカセットやその他の道具とともに降下モジュールに移った。9月23日に、逆推進、大気圏再突入、着陸が事故なく行われた。
乗組員は、30の領域で2400枚の写真を撮影した。全てのカセットで故障はなく、画像は全て良い品質であった。この結果は、農業、地図製作、鉱業、水文学等の分野で役立てられたと言われている。

## パラメータ
- 質量: 6,510 kg
- 近点: 185 km
- 遠点: 296 km
- 軌道傾斜角: 64.8°
- 軌道周期: 89.3分